# Wappen der Gemeinde Vorderfreundorf
Die Gemeinde Vorderfreundorf führte von 1967 bis zu ihrer Auflösung am 1. April 1971 ein eigenes Wappen. Es zeigt in der oberen Hälfte einen schwarzen Birkhahn, in der unteren Hälfte auf grünem Grund gekreuzt übereinander liegend einen Trifthaken und ein Schälmesser.

## Geschichte
In einer Urkunde aus dem Jahre 1486 wird der Ort erstmals in Zusammenhang mit Streitigkeiten um Wiesenwässerung und Weidebenutzung mit der älteren Siedlung Exenbach erwähnt. Die Landwirtschaft (Weidewirtschaft) und die Arbeit in den Glashütten – Hobelsberg und Duschlberg – war die Lebensgrundlage für die junge Siedlung „Freindorf“. Bis zur böhmischen Grenze (im Norden) und der rannariedlisch-österreichischen Grenze (im Osten) reichte damals das Wald- und Weideland der viehreichen Freindorfer Bauern. Schon zu Anfang des 16. Jahrhunderts besaßen sie das Weiderecht auf der „großen Haid“ an der böhmischen Grenze. Um 1550 zählte Vorderfreundorf 14 Häuser.
Der „Haidweg“ erlangte beim Einmarsch des kaiserlichen Kriegvolkes nach Südböhmen in den ersten Jahren des Dreißigjährigen Krieges besondere Bedeutung. Vorderfreundorf, welches mehrmals größere Truppenabteilungen beherbergen musste, litt unter diesem marodierenden Soldaten. Darauf ließ Fürstbischof Leopold 1619 die „große Schanze“ in Gschwendet erbauen.
Im Jahre 1852 zählte man in Vorderfreundorf 23 Häuser mit 273 Einwohnern. Im Jahre 1900 280 Einwohner und im Jahre 1967 361 Einwohner und 73 Häuser. Seit 1840 hat die Gemeinde Vorderfreundorf eine Größe von 746 ha.
Mit 476 Einwohnern ist Vorderfreundorf zur Zeit der drittgrößte Ort in der Gemeinde Grainet.
Der Birkhahn weist auf die reiche Fauna der Gemeinde hin und betont den geschlossenen Bestand dieser Tiere im Gemeindegebiet. 
Die Werkzeuge in der unteren Hälfte nehmen Bezug auf die traditionelle Wirtschaft der Gemeinde. Trifthaken und Schälmesser, einen so genannten „Scheppser“, benötigten die Männer des Dorfes für die Holztrift auf dem Osterbach und die Waldarbeit, die vor allem im 19. Jahrhundert Arbeit und Brot brachte.
Die Zustimmung zur Führung des Wappens erfolgte durch Entschließung des Bayerischen Staatsministeriums des Innern vom 14. Juli 1967. Mit der Eingemeindung von Vorderfreundorf in die Gemeinde Grainet am 1. April 1971 verlor das Wappen seine amtliche Gültigkeit.